# Romana Barnycz-Gupieniec
Romana Barnycz-Gupieniec (ur. 21 lipca 1930 we Lwowie, zm. 10 kwietnia 2014 w Łodzi) – polska archeolożka.

## Edukacja
Rozpoczęła naukę w szkole przy klasztorze Sióstr Prezentek w Krakowie. W okresie II wojny światowej kontynuowała naukę na tajnych kompletach, a po wojnie w Państwowym Gimnazjum i  Liceum Humanistycznyrn im. Józefa Hoene-Wrońskiego. Po maturze (1948) rozpoczęła studia na Wydziale Humanistycznym Uniwersytetu Jagiellońskiego. Po dwóch latach przeniosła się do Łodzi. Uzyskała magisterium na podstawie pracy pt. Tokarstwo i bednarstwo gdańskie X-XIII w. (1952).

## Praca zawodowa
Jeszcze jako studentka uczestniczyła w badaniach archeologicznych na terenie Gdańska. Rozpoczęła pracę zawodową w Kierownictwie Badań nad Początkami Państwa Polskiego przemianowanym następnie na Instytut Historii Kultury Materialnej. Do 1963 r. pracowała w Zakładzie Archeologii Polski Środkowej a następnie w Pracowni Ziemi Sieradzkiej. Uzyskała doktorat na podstawie pracy pt. Budownictwo drewniane mieszkalne we wczesnośredniowiecznym Gdańsku (X-XIII w.) zaprezentowanej w Instytucie Kultury Materialnej PAN (1971). W 1973 objęła stanowisko adiunkta w Katedrze Archeologii Uniwersytetu Łódzkiego. W 1984 r. odbyła kolokwium habilitacyjne na podstawie pracy pt. Mieszkalne budownictwo drewniane w strefach nadbałtyckich we wczesnym średniowieczu. Pełniła funkcje kierownika Zakładu Prehistorii Uniwersytetu Łódzkiego (od 1993) oraz Zakładu Archeologii Pomorza Instytutu Archeologii Uniwersytetu Łódzkiego (1996-2000). Od 1994 r. pracowała równolegle w Mazowieckiej Wyższej Szkole Humanistyczno-Ekonomicznej w Łowiczu. Była członkiem Gdańskiego Towarzystwa Naukowego. W 1990 r. uzyskała tytuł profesora nadzwyczajnego, a w 2001 r. - profesora zwyczajnego.

## Publikacje (wybór)
- Naczynia drewniane z Gdańska z X-XIII w. (1959)
- Z badań nad Gdańskiem lokacyjnym. Wyniki nowych prac archeologicznych na stanowisku 4 (1969)
- Rozwój osadnictwa w rejonie Burzenina nad Wartą od VI do XIV w. (1970)
- Studia nad drewnianym budownictwem w średniowiecznej Polsce na tle porównawczym (2000)

## Odznaczenia
- Medal Komisji Edukacji Narodowej (1997)
- Medal w Służbie Społeczeństwu i Nauce (1999)
- Złota Odznaka Uniwersytetu Łódzkiego (1993)
- Złoty Krzyż Zasługi